# Nhà thờ Thánh Gaol ở Turany
Nhà thờ Thánh Gaol ở Turany (tiếng Slovakia: Kostol svätého Gála v Turany) là một nhà thờ Công giáo La Mã tọa lạc ở làng Turany, vùng Žilina, Slovakia. Trong khu vực xung quanh nhà thờ này có một nghĩa trang được rào chắn bằng đá. Trong tòa tháp chuông của nhà thờ có hai quả chuông. Vào ngày 26 tháng 11 năm 1963, nhà thờ và tháp chuông được ghi danh vào Danh sách Di tích Trung ương theo quyết định của Bộ Văn hóa Cộng hòa Slovakia. Trong khi đó, nghĩa trang và bức tường được tuyên bố là di tích văn hóa.

## Lịch sử
Nhà thờ Thánh Gaol ở Turany được xây dựng vào đầu thế kỷ 14 (có lẽ trong khoảng thời gian 1300 - 1304). Ban đầu, nhà thờ có phong cách kiến trúc Gothic. Sau này, nhà thờ có thêm một số chi tiết của kiến trúc Phục hưng. Bức tường rào bao xung quanh nghĩa trang được xây vào thế kỷ 17.
Sau một số lần trùng tu sửa chữa, trên bàn thờ của nhà thờ vẫn còn lưu giữ những bức tranh và bích họa cũ. Một trận hỏa hoạn lớn xảy ra vào năm 1636 đã làm hư hại bàn thờ. Sau đám cháy, nhà thờ được tái thiết từ năm 1636 đến năm 1639. Có một lần cải tạo lớn khác diễn ra vào cuối thế kỷ 20.